# Žofie Meklenburská
Žofie Meklenburská (dánsky Sophie af Mecklenburg, německy Sophie von Mecklenburg, 4. září 1557, Wismar – 4. října 1631, Nykøbing Falster) byla rodem meklenburská princezna a sňatkem s dánským a norským králem Frederikem II. dánská a norská královna.

## Život
Jejím otcem byl vévoda Meklenburska-Güstrow Oldřich III. Meklenburský (1527–1603), matkou princezna Alžběta Dánská (1524–1586), nevlastní sestra dánského krále Kristiána III.

### Manželství a potomci
V roce 1571 přibyla na návštěvu do Kodaně teta Frederika II. Alžběta Dánská se svým manželem, meklenburským princem Oldřichem III. a čtrnáctiletou dcerou Žofií, o kterou se zajímal dánský král. K uzavření manželství však bylo zapotřebí vyjádření teologické fakulty Kodaňské university, neboť příští snoubenci byli blízce příbuzní (Žofiina matka a Frederikův otec byli po otci sourozenci, třebaže měli každý jinou matku). Povolení bylo uděleno a po krátkých zásnubách bylo manželství uzavřeno. Svatba Žofie s dánským a norským králem Frederikem II. se konala 20. července roku 1572 v Kodani a následujícího dne byla nová dánská královna v katedrále Panny Marie v Kodani korunována.
Sňatek Žofie a Frederika byl – tak jako většina svazků v té době – sjednán z dynasticko-politických důvodů. Přes to i přes velký věkový rozdíl mezi manželi (23 let) bylo jejich manželství šťastné. Královna často doprovázela manžela na cestách po zemi a věnovala se především rodinnému životu. Král, který se podepisoval „FS“, tvrdil, že to neznamená Fredericus Secundus, ale Fredericus & Sophia.
Z tohoto manželství vzešlo sedm potomků, tři synové a čtyři dcery. Protože považovala chování svého manžela za špatný příklad pro děti, poslala tři nejstarší z nich na vychování ke své matce.
- Alžběta (25. srpna 1573 – 19. července 1625), ⚭ 1590 Jindřich Julius Brunšvicko-Lüneburský (15. října 1564 – 30. července 1613), vévoda brunšvicko-lüneburský, administrátor biskupství Halberstadt a Minden
- Anna (14. prosince 1574 – 4. března 1619), ⚭ 1589 Jakub I. Stuart (19. června 1566 – 27. března 1625), král Skotska, Anglie a Irska
- Kristián IV. (12. dubna 1577 – 28. února 1648), korunní princ, král dánský a norský od roku 1588 až do své smrti,
⚭ 1597 Anna Kateřina Braniborská (26. července 1575 – 29. března 1612)
⚭ 1615 Kirsten Munková (6. července 1598 – 19. dubna 1658), morganatické manželství
- Oldřich (30. prosince 1578 – 27. března 1624), biskup ve Schwerinu
- Augusta (8. dubna 1580 – 5. února 1639), ⚭ 1596 Jan Adolf Holštýnsko-Gottorpský (27. února 1575 – 31. března 1616), vévoda holštýnsko-gottorpský
- Hedvika (5. srpna 1581 – 26. listopadu 1641), ⚭ 1602 Kristián II. Saský (23. září 1583 – 23. června 1611), saský kurfiřt
- Jan (9. července 1583 – 28. října 1602), před smrtí zasnoubený s Xenií, dcerou ruského vládce Borise Godunova

### Regentství

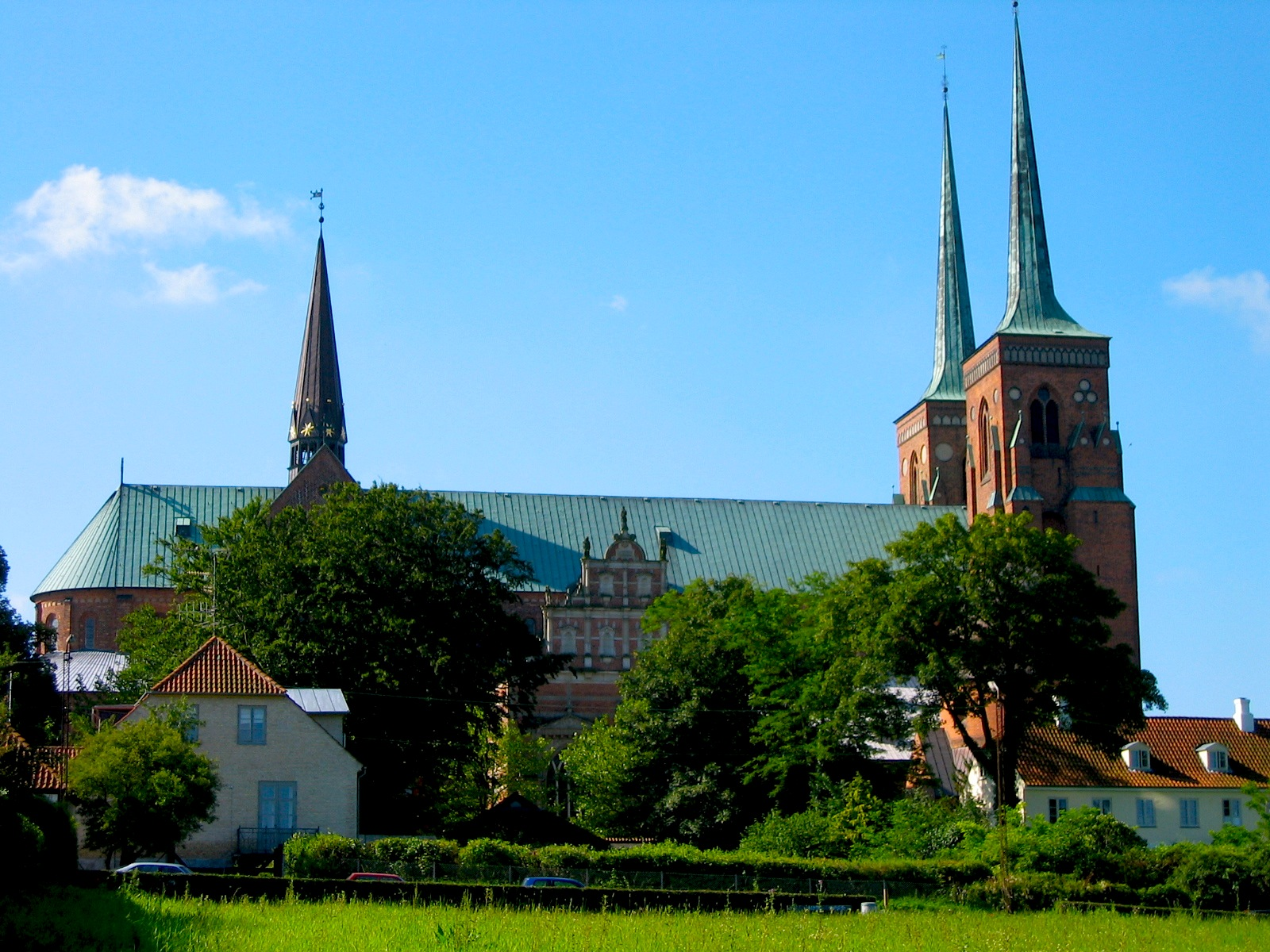
Katedrála v Roskilde, místo posledního odpočinku dánských králů, kde byla pochována i Žofie Meklenburská

Do manželovy smrti v roce 1588 nehrála ve veřejném životě velkou roli. Po jeho skonu přijala jedenatřicetiletá vdova v roce 1590 regentství země ve jménu svého neplnoletého (v té době teprve jedenáctiletého) syna Kristiána; regentkou byla do roku 1594. Postarala se o německé vychovatele pro mladého krále a z jejího popudu došlo k obecnému používání němčiny na dánském dvoře, což se nesetkávalo s kladnou odezvou u představitelů regentské rady vládnoucí spolu s královnou. Královna velmi obratně nakládala se státními financemi, odklánějíc z nich co se dalo do královské pokladny. Její panování došlo do napjatých vztahů mezi ní na jedné straně a synem s regentskou radou na straně druhé – s radou byla ve stavu trvalé vojny. Když Kristián IV. dosáhl plnoletosti, přikázal matce opustit dvůr a usadit se na jejích statcích na zámku v Nykøbing na ostrově Falster na jihu Dánska. Žofie se musela smířit s porážkou i s faktem, že její syn již není dítětem, které může ovládat. Po roce však došlo mezi matkou a synem ke smíru.

### Vyhnání
Ve vyhnanství v Nykøbingu, kde královna žila na statcích připsaných jí manželem, se zabývala léčivými rostlinami a sbíráním lidových písní. Společně s pastorem Andersem Vedelem vydala první sbírku lidových písní v knižní podobě a tím se přičinila o zachování dánské lidové kultury. Přestavěla zámek v Nykøbingu a založila v něm obrazovou galerii. Zajímala se o mnoho věcí, mj. o astronomii – ještě za manželova života zřídila astronomickou observatoř na ostrově v Sundu a pozvala do ní známého astronoma Tychona Braha. Platila za jednu z nejvzdělanějších královen své doby.
Byla velmi zdatným správcem svých majetků a snadno rozmnožovala své finance poskytujíc dobře úročené půjčky svému synovi i různým jiným princům. Současníci charakterizovali královnu jako panovačnou osobu i tvrdou matku, velmi nediplomatické a nepoddajné povahy, lpící na materiálních věcech. Zemřela jako nejbohatší žena Evropy – majetek, který po sobě zůstavila, byl odhadnut na obrovskou sumu 5,5 milionů rigsdalerů a stal se jablkem sváru mezi jejími dětmi. Její syn Kristián IV. byl u ní v okamžiku její smrti zadlužen sumou 2 miliony rigsdalerů. Kromě jiného zanechala po sobě Žofie obrovské sklepy plné skvělých vín; tyto zásoby nebyly v době panování Kristiána IV. vyčerpány, ač král dělal, co mohl – kořistili z nich ještě Švédové za okupace Dánska v 2. polovině 17. století.
Královna si často stěžovala na špatné vztahy s Kristiánem. Oba ovšem měli dominantní a panovačné povahy a za těchto okolností byly harmonické vztahy mezi matkou a synem jen málo pravděpodobné.

### Smrt
Královna Žofie zemřela v požehnaném věku 74 let 4. října 1631 na svých statcích v Nykøbingu na ostrově Falster. Pochována byla v katedrále v Roskilde, místě posledního odpočinku dánských králů.